# Yunnanosaurus youngi
Yunnanosaurus huangi es una especie y tipo del género extinto Yunnanosaurus ("reptil de Yunnan") de dinosaurio, sauropodomorfo, masospondílido, que vivió a principios del período Jurásico, entre 1991 a 183 millones de años, en el Pliensbachiense, en lo que hoy es Asia. En 2007, Lü Junchang y sus colegas describieron otra especie, Y. youngi, llamada así en honor a C. C. Young. Además de varias diferencias esqueléticas era significativamente más grande, 13 contra 7 metros. El espécimen holotipo CXMVZA 185 consta de diez vértebras cervicales, catorce vértebras dorsales, tres vértebras sacras fusionadas , diecisiete vértebras caudales , ambos huesos púbicos, ambos isquiones y el ilion derecho. El cráneo de esta especie no se conoce.
El espécimen tipo de Y. youngi fue recuperado en la localidad de Banqing Houshanliangzi de la Formación Fengjiahe, que anteriormente se pensaba que era de la Formación Zhanghe, en el condado de Yuanmou de la provincia de Yunnan, China, datada del Sinemuriense, hace 199 millones de años. El espécimen holotipo de Y. youngi se recolectó en el año 2000 en sedimentos terrestres depositados durante la etapa Pliensbachiense del período Jurásico temprano, hace aproximadamente 191 a 183 millones de años. Este espécimen se encuentra en la colección del Museo Chuxiong.
Y. youngi se puede distinguir de Y. huangi según las siguientes características, la sexta vértebra cervical es la más larga de la columna vertebral, las espinas neurales de las vértebras cervicales posteriores son cortas con un extremo distal expandido, que es más ancho que su longitud anteroposterior, tres vértebras sacras están fuertemente fusionadas con un yugo sacrocostal robusto, el margen ventral del proceso postacetabular del ilion es ligeramente cóncavo, el isquion es más largo que el pubis, el extremo distal del pubis es redondo